# 列里克
38°46′31″N 48°24′55″E / 38.77528°N 48.41528°E

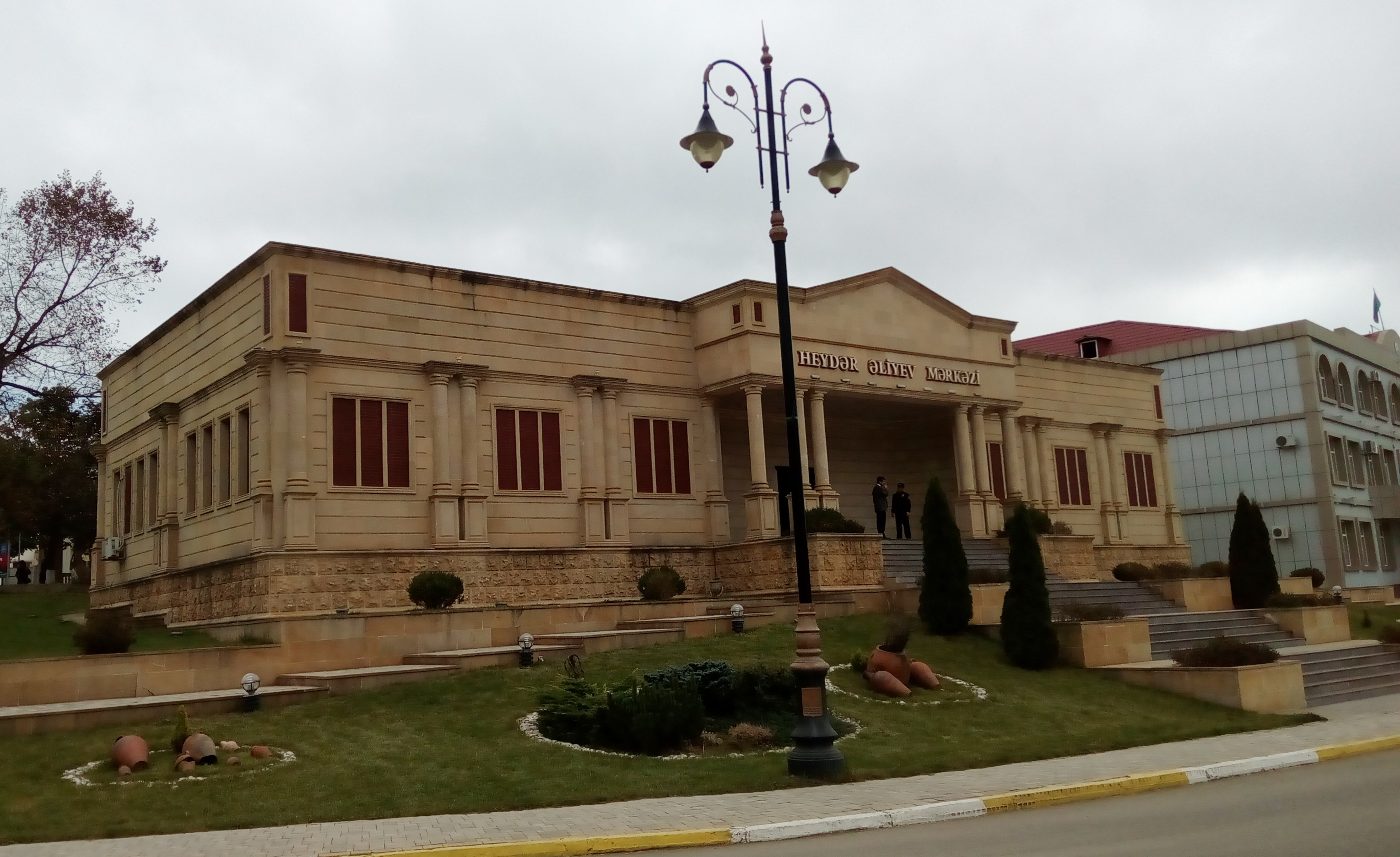
列里克市中心

列里克（塔里什語：Lik）是阿塞拜疆的城鎮，也是列里克區的首府，位於該國東南部塔雷什山脈，距離連科蘭56公里，毗鄰與伊朗接壤的邊境，海拔高度1,096米，2010年人口7,228。

## 外部連結
- World Gazetteer: Azerbaijan – World-Gazetteer.com